# Yamaha YA-1
Die Yamaha YA-1 ist ein zwischen 1955 und 1958 von Yamaha kabushiki-gaisha gebautes Motorrad. Sie war das erste Yamaha-Modell im neuen Geschäftsbereich Motorrad, für den wenige Monate nach Produktionsbeginn die Tochtergesellschaft Yamaha Hatsudōki K.K. (Yamaha Motor Company, Ltd.) gegründet wurde.
Das Modell ist ein Nachbau der unter Leitung von Hermann Weber konstruierten und von 1940 bis 1944 von der Auto Union AG im DKW-Stammwerk Zschopau gebauten DKW RT 125, deren Konstruktion nach dem Ende des Zweiten Weltkriegs nicht mehr geschützt (a) war und von verschiedenen Herstellern in mehreren Ländern nachgebaut wurde. (b)
Zusätzlich zum Standardmodell gab es eine Luxusversion YB-1, die sich lediglich durch einen geringfügig vergrößerten Hubraum, ein anderes Farbschema (Lackierung und Gummiteile), verchromte Tankseiten sowie ein geschlossenes Batteriefach von der Standardausführung unterschied.

## Modellgeschichte und Technik
Um Produktionskapazitäten auszulasten, prüfte die Unternehmensleitung verschiedene Geschäftsbereiche und konzentrierte sich letztlich aufgrund günstiger Marktbedingungen auf die Motorradproduktion. Als sich Führungspersonal und Chefingenieure weltweit bei Motorradherstellern umsahen, stießen sie offenbar auf die nicht mehr patentgeschützte Konstruktion des robusten Gebrauchsmotorrads DKW RT 125, das bereits ab 1946 von mehreren Herstellern nachgebaut wurde. Nach zehn Monaten wurde im August 1954 der Prototyp fertiggestellt und bis Oktober 1954 ein 10.000-km-Dauertest durchgeführt. Die Serienproduktion begann im Januar 1955, wofür eigens ein neues Werk gebaut worden war. Es wurden monatlich rund 200 und bis zur Einstellung des Modells rund 11.000 Motorräder des Typs gebaut.
Sozusagen bis ins Detail nachgebaut, hatte die YA-1 größtenteils die gleichen Merkmale wie das „Original“:
Einrohrrahmen mit Unterzug; fahrtwindgekühlter Einzylinder-Zweitaktmotor mit Schnürle-Umkehrspülung und Flachkolben (Motorblock und Zylinderkopf aus einer Aluminiumlegierung, Zylinder aus Grauguss), Gemischschmierung. Abweichend von der RT 125 hatte die YA-1 eine Teleskopgabel als Vorderradführung, Jurisch-Federung für das Hinterrad und ein Vierganggetriebe.
Die Antriebskraft wird vom Motor über eine Lamellenkupplung an das Getriebe (Primärtrieb) und von dort an das Hinterrad (Sekundärantrieb) jeweils mit einer Kette übertragen.
Die Standardvariante YA-1 war kastanienrot lackiert mit elfenbeinfarbenen Tankseiten, die Luxusvariante YB-1 hatte eine schwarze Lackierung und verchromte Tankseiten. Die YA-1 kostete im ersten Jahr 138.000 ¥, die YB-1 145.000 ¥. (Zum Vergleich: das Einstiegsgehalt eines männlichen Hochschulabsolventen betrug zur gleichen Zeit rund 10.780 ¥ im Monat.)
Ab 1957 produzierte Yamaha mit der YA-2 ein an die YA-1 angelehntes Modell. Es war mit dem geringfügig leistungsgesteigerten Motor der YA-1 ausgerüstet, neu waren dagegen ein Pressstahlrahmen, eine geschobene Kurzschwinge zur Vorderradführung und ein Kettenkasten zur Kapselung des Hinterradantriebs.

## Technische Daten
|                       | Yamaha YA-1                                               | Yamaha YB-1                                               |
| --------------------- | --------------------------------------------------------- | --------------------------------------------------------- |
| Baujahre              | 1955–1958                                                 | 1955–1958                                                 |
| Motor                 | fahrtwindgekühlter Einzylinder-Zweitaktmotor, Kickstarter | fahrtwindgekühlter Einzylinder-Zweitaktmotor, Kickstarter |
| Steuerung             | Schlitzsteuerung                                          | Schlitzsteuerung                                          |
| Ladungswechsel        | Umkehrspülung                                             | Umkehrspülung                                             |
| Bohrung × Hub         | 52 × 58 mm                                                | ?                                                         |
| Hubraum               | 123 cm³                                                   | 127 cm³                                                   |
| Nennleistung          | 5,6 PS (4,1 kW) bei 5000/min                              | 5,8 PS (4,3 kW) bei 5500/min                              |
| max. Drehmoment       | 9,4 Nm bei 3300/min                                       | 13,9 Nm bei 5000/min                                      |
| Schmierung            | Zweitaktgemisch                                           | Zweitaktgemisch                                           |
| Zündung               | Batteriezündung                                           | Batteriezündung                                           |
| Kupplung              | Mehrscheibenkupplung im Ölbad                             | Mehrscheibenkupplung im Ölbad                             |
| Getriebe              | 4-Gang mit Fußschaltung                                   | 4-Gang mit Fußschaltung                                   |
| Endantrieb            | Kette                                                     | Kette                                                     |
| Rahmen                | Einrohrrahmen mit Unterzug                                | Einrohrrahmen mit Unterzug                                |
| Maße (L × B × H)      | 1980 × 660 × 925 mm                                       | 1980 × 660 × 925 mm                                       |
| Radstand              | 1290 mm                                                   | 1290 mm                                                   |
| Radaufhängung vorn    | Teleskopgabel                                             | Teleskopgabel                                             |
| Radaufhängung hinten  | Jurisch-Federung                                          | Jurisch-Federung                                          |
| Felgengröße vorn      | Drahtspeichenrad, ? × 19″                                 | Drahtspeichenrad, ? × 19″                                 |
| Felgengröße hinten    | Drahtspeichenrad, ? × 19″                                 | Drahtspeichenrad, ? × 19″                                 |
| Bereifung vorn        | 2,75–19″                                                  | 2,75–19″                                                  |
| Bereifung hinten      | 2,75–19″                                                  | 2,75–19″                                                  |
| Bremse vorn           | Innenbacken-Trommelbremse (Halbnabe)                      | Innenbacken-Trommelbremse (Halbnabe)                      |
| Bremse hinten         | Innenbacken-Trommelbremse (Halbnabe)                      | Innenbacken-Trommelbremse (Halbnabe)                      |
| Leergewicht           | 94 kg                                                     | 95 kg                                                     |
| zul. Gesamtgewicht    | ?                                                         | ?                                                         |
| Tankinhalt            | 9,5 l                                                     | 9,5 l                                                     |
| Höchstgeschwindigkeit | ?                                                         | ?                                                         |

## Rennsport
Bereits im ersten Produktionsjahr nahm Yamaha mit mehreren YA-1 am 3. Mount Fuji Ascent Race im Juli 1955 teil. Der Fahrer Teruo Okada gewann das Rennen der Klasse bis 125 cm³ und sechs weitere YA-1-Fahrer fuhren unter die ersten zehn. Noch erfolgreicher verlief vier Monate später das 1. Asama Highland Race: Fahrer auf YA-1 belegten die ersten vier Plätze in der Klasse bis 125 cm³. Diese Erfolge waren Wegbereiter für das weitere Engagement von Yamaha im Motorradsport.

## Weiteres

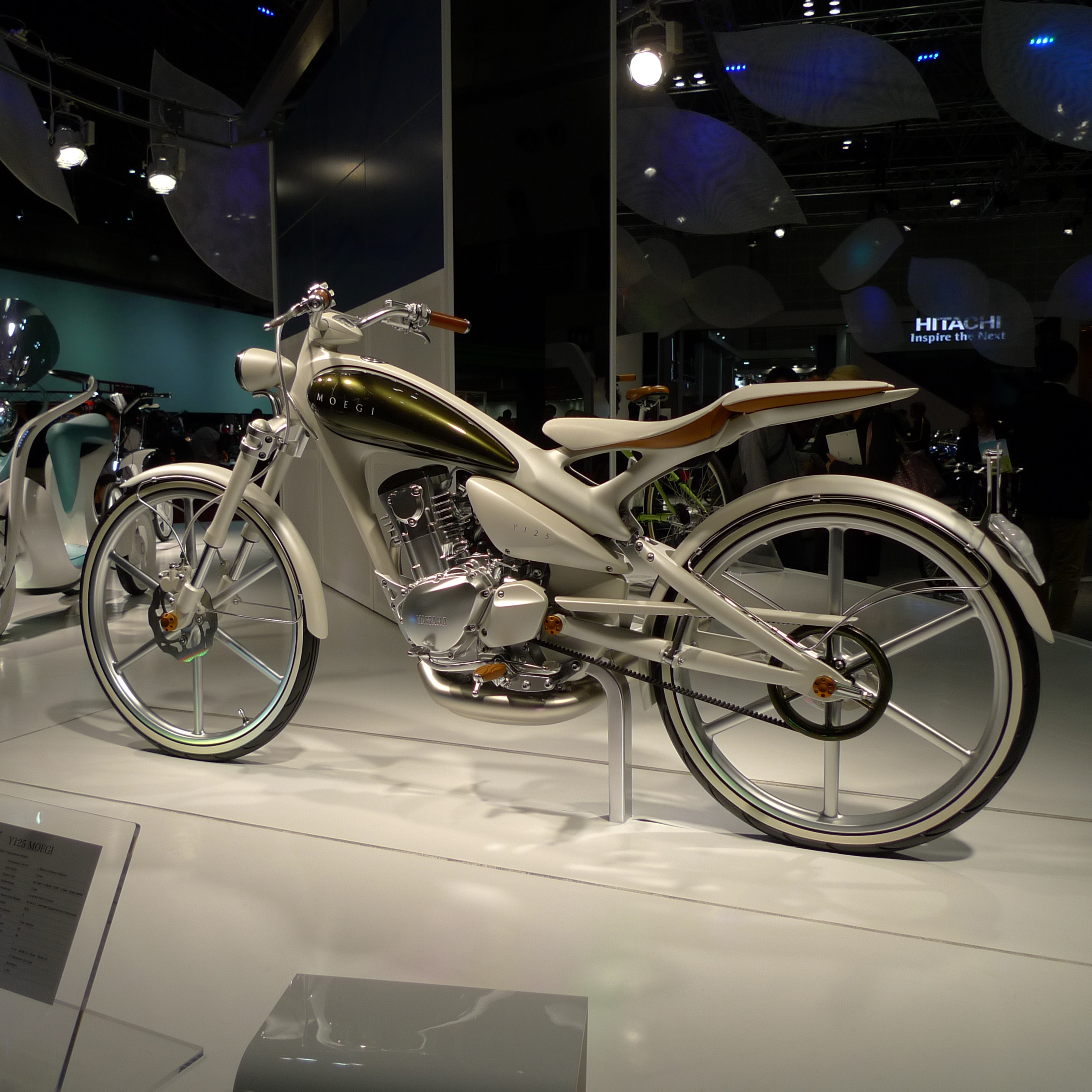
Konzeptmotorrad Y125 Moegi auf der Tokyo Motor Show 2011

Auf der Tokyo Motor Show 2011 präsentierte Yamaha ein retrofuturistisches Konzeptmotorrad, das sich im Aussehen an die YA-1 von 1955 anlehnt. Die Y125 Moegi wird von einem fahrtwindgekühlten 125-cm³-Einzylinder-Viertaktmotor angetrieben, der in einem leichten Aluminiumrahmen eingebaut ist. Vorder- und Hinterrad waren mit 20 Zoll gleich groß, für den Sekundärantrieb wählte man einen Riemen.